# 悪玉姫
悪玉姫（あくたまひめ/あくだまひめ）は、田村語り並びに坂上田村麻呂伝説に登場する伝説上の人物。文献によっては、悪玉、悪玉御前などとも記されている。地方伝説では飽玉、阿久玉、飽玉、阿久多摩、阿口陀などと表記され、千熊丸を産むことは共通しているものの、坂上田村丸の母とする系統と坂上田村丸の妻とする系統に分類でき、いずれも奥浄瑠璃『田村三代記』での一節がそのまま「悪玉姫伝説」として東北地方の各地域に定着したものである。

## 概要
歴史上の人物である大納言・坂上田村麻呂の母については一切不明であり、妻についても「清水寺縁起」で三善清継の娘・高子の名前が伝わるのみで詳細は不明である。
室町時代の京都で成立した御伽草子『田村の草子』では藤原俊仁が陸奥国田村郷の賤女と契りを交わして田村丸俊宗が生まれるが、作中では名前が登場しない。一方で『田村の草子』を底本として江戸時代の東北地方で演じられた奥浄瑠璃『田村三代記』では田村利光が陸奥国三春の悪玉姫と契りを交わして田村丸利仁が生まれるとあり、作中で名前が登場する。『田村の草子』では異類婚姻譚の種類が大蛇と賤女の二重だが、『田村三代記』では星の御子と大蛇と悪玉の三重の異類婚姻譚で田村丸利仁を強調している。『田村三代記』では、『田村の草子』など御伽草子系にはない田村利光による「御狩」が描かれる。『田村三代記』は第一群、第二群、第三群に分類され第一群は悪路王捜索の山狩りが主体となり、中世的説話を色濃く伝え、御伽草子からの古態を残す写本群となる。第二群では第一群にはない「将軍巻狩の段」や「塩竈神社の縁起」などが挿入され、七ツ森での壮大な巻狩が描かれる。どちらも御狩を通して「悪玉との契り」がもたらされる点は共通する。第二群が成立する過程で「悪路王討伐」が「奥州兵乱鎮撫」へと変化したのに合わせ、賤女に悪玉姫という名前が付会されたものと推測できる。

## 地方伝説
奥浄瑠璃『田村三代記』が盛んに語られた東北地方では、岩手県一関市の鬼死骸や奥州市衣川地域の霧山禅定など寺社縁起や地名伝説が『田村三代記』の内容と直接関係しつつ創出された。それらと同様に、『多賀城市史』でも悪玉御前と千熊丸の伝説は奥浄瑠璃『田村三代記』そのままであり、それが伝説化を遂げて定着したことは明らかであると記述している。

### 岩手県
岩手県紫波郡紫波町赤沢では飽玉伝説が伝えられている。

### 宮城県

#### 石巻市
宮城県石巻市湊にある零羊崎神社では田村麿将軍・悪玉御前の木像が納められている。

#### 大和町
宮城県黒川郡大和町吉田では悪玉姫伝説が伝えられている。

#### 利府町

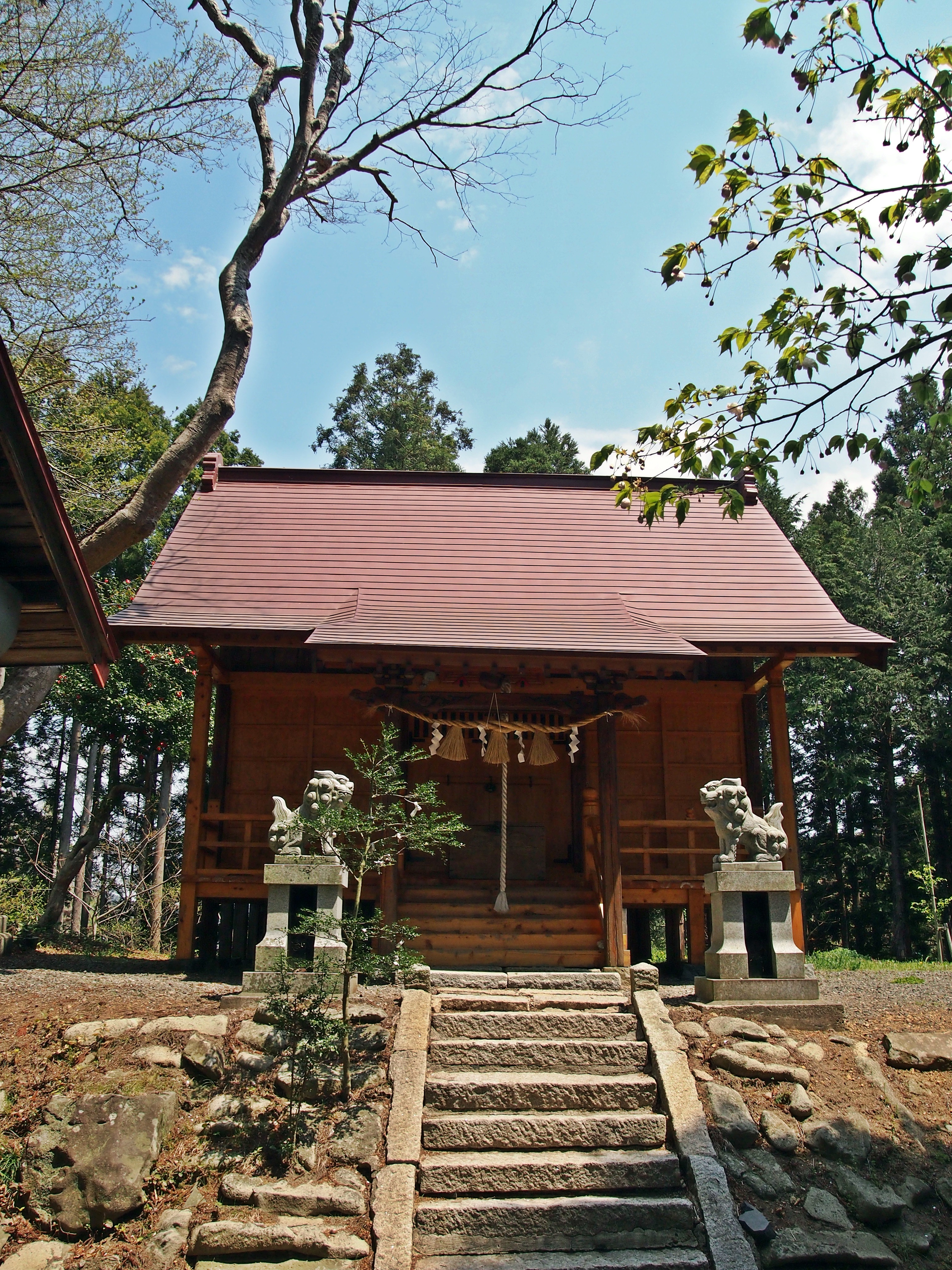
染殿神社（赤沼明神）

鹽竈神社の境外末社で利府町赤沼にある染殿明神とも呼ばれる赤沼明神は『田村三代記』において、刈安草は悪玉が千熊丸を産む際の血がかかって生じたもので、この明神に悪玉御前を祀ったとある。また利府町付近では産室原は悪玉が出産のときに産屋を建てたところ、胞衣桜は千熊丸の胞衣を納めたところ、子安観音堂は悪玉御前の守本尊を安置したところ、伊豆佐比売神社の九門長者屋敷跡は悪玉の主人が住んでいたところ、神谷沢の化粧板は悪玉が上洛するときに化粧をしたところとそれぞれ伝えられている。また沢乙温泉は坂上田村麻呂が同地出身の阿久玉姫と惹かれあい、地元民は阿久玉姫のことを沢乙女と呼んだことから、沢乙という地名になったと伝わる。

#### 仙台市
宮城県仙台市若林区にある円福寺では、本尊聖観世音菩薩は聖徳太子作であり、田村将軍利仁の侍妾悪玉の護持仏で、利仁の子である田村麻呂を産んだ悪玉がここで所生したという。悪玉観音や子安観音と称されている。
宮城県仙台市泉区山の寺にある洞雲寺では『封内風土記』や「洞雲寺縁起」で、佐賀野寺とも称し、坂上苅田麻呂と利府の阿久玉女の間に産まれた千熊麻呂がこの寺で学んだとある。

### 秋田県
秋田県大仙市の面日では阿久多摩姫伝説が伝えられている。

### 山形県
山形県では『奥羽観蹟聞老志』「長谷堂城の項」や、長井市の總宮神社などに田村麻呂による建立としている寺社は確認出来るものの、田村語りに関連した伝承は皆無に等しい。阿部幹男は、阿玉桜（伊佐沢の久保ザクラ）は、かつて山形県でも田村語りが語られていた痕跡ではないかとしている。

### 福島県

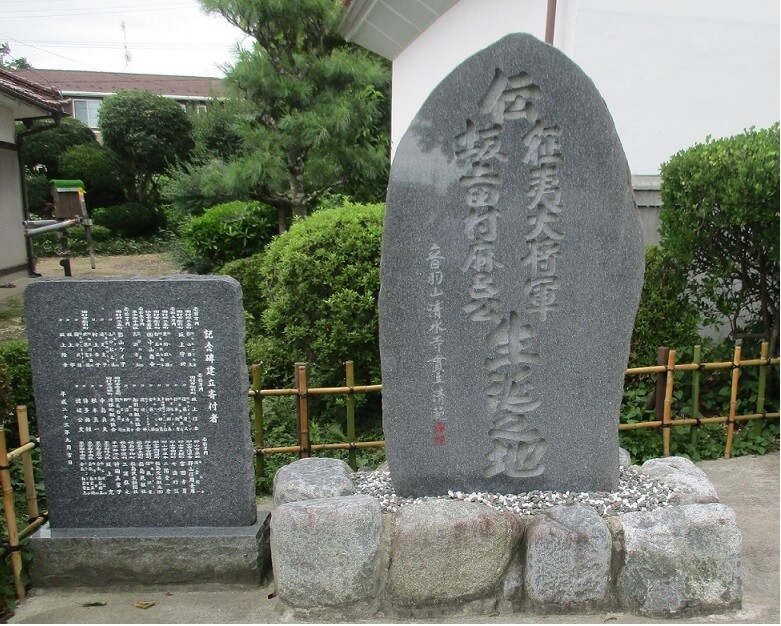
福島県郡山市田村町徳定に建つ「伝 征夷大将軍 坂上田村麻呂公 生誕の地」碑

福島県郡山市田村町徳定にある谷地神社は坂上田村麻呂の産みの親という阿口陀媛を祀る。近くには産湯に用いたという産清水も伝えられており、隣の高台には坂上田村麻呂没後1200年記念事業として森清範貫主揮毫の「伝 征夷大将軍 坂上田村麻呂公 生誕の地」碑が建てられ、千二百年大遠忌と共に同年に起こった東北大震災の犠牲者の諸霊供養の意が謹刻されている。

## 解説

### 悪玉姫 = 立烏帽子の亜流説
柳田国男は、『田村三代記』に登場する悪玉は立烏帽子の亜流であり、神変に通じた女であると結論している。

### 悪玉姫 = 山の神説
堀一郎は、論文「田村文芸の信仰背景」の中で田村も立烏帽子も山神神話の変化で、換言すればいわゆる武甕槌神と建御名方神の国津神に対する天神遊幸征討の中世的一形態であり、ないしは富士・筑波や蘇民将来の古風風土記伝説の文芸的展開でもあると論じている。
阿部幹男は、堀の論文を受け『田村三代記』は巫覡（修験、巫女、陰陽師）・盲僧がいだいた幻想によって創出されたもので、基本的構造は「山神の本地」の筋立と成巫儀礼の形態を用いた悪玉姫が登場する前半と、巫女の託宣形式を用いた立烏帽子が登場する後半で展開されていると論じている。
また醜悪な姿の山神は修験道の開祖・役行者や羽黒修験の開祖・蜂子皇子の姿で、性を越えて役行者の母や『田村三代記』の利仁の母・悪玉に引き継がれたとする。悪玉の他にも奥浄瑠璃『常盤御前鞍馬破』「役の行者誕生譚」の一節では大和国の悪女御前という女人が産んだのが役行者になったと語られ、説教節『苅萱』高野の巻では空海の母御は三国一の悪女が、軍記物語『源平盛衰記』では坂田金時の母上は足柄山に棲む醜悪なる山姥が登場する。阿部はこのような説話を「悪女説話」と称した。

### 悪玉姫伝説と坂上田村麻呂奥州誕生説
『坂上系図』別本（浅羽本）には坂上苅田麻呂について「陸奥国苅田郡誕生」、坂上田村麻呂について「奥州田村庄誕生」などと注記されていることから、父子ともに奥州誕生説がある。
高橋崇は、苅田麻呂と田村麻呂ともに奥州誕生説は「信ずるに足らぬ俗説にすぎない」としている。『鎌倉大草紙』をはじめ御伽草子『田村の草子』や奥浄瑠璃『田村三代記』などにもみえるものの、名前と地名との類似・共通性から後世に附会されたものであるとして「すべて信ずるに足らない」「伝説の域をでるものではない」と論じている。